# Fort Bayona
Fort Bayona war eine Festung auf St. Mary’s Island am Dockyard Point (damaliger Name: Banyon Point) im Gambia-Fluss in der Mündung zum Atlantischen Ozean auf dem Gebiet des heutigen westafrikanischen Staates Gambia.
Siedler aus dem Herzogtum Kurland und Semgallen errichteten 1651 an der Mündung des Flusses das Fort Bayona und ein weiteres auf St. Andrews Island (später James Island, heute Kunta Kinteh Island). Eine dritte Festung war St. Andrews Island gegenüber auf dem Festland. Die Kurländer gaben Fort Bayona nach wenigen Jahren wieder auf.